# Akoubar
Akoubar (tiếng Ả Rập: عكوبر) là một ngôi làng của Syria ở quận Al-Tall của tỉnh Rif Dimashq. Theo Cục Thống kê Trung ương Syria (CBS), Akoubar có dân số 563 trong cuộc điều tra dân số năm 2004. Cư dân của nó chủ yếu là người Hồi giáo Sunni.